# Museum für Kunst und Technik des 19. Jahrhunderts

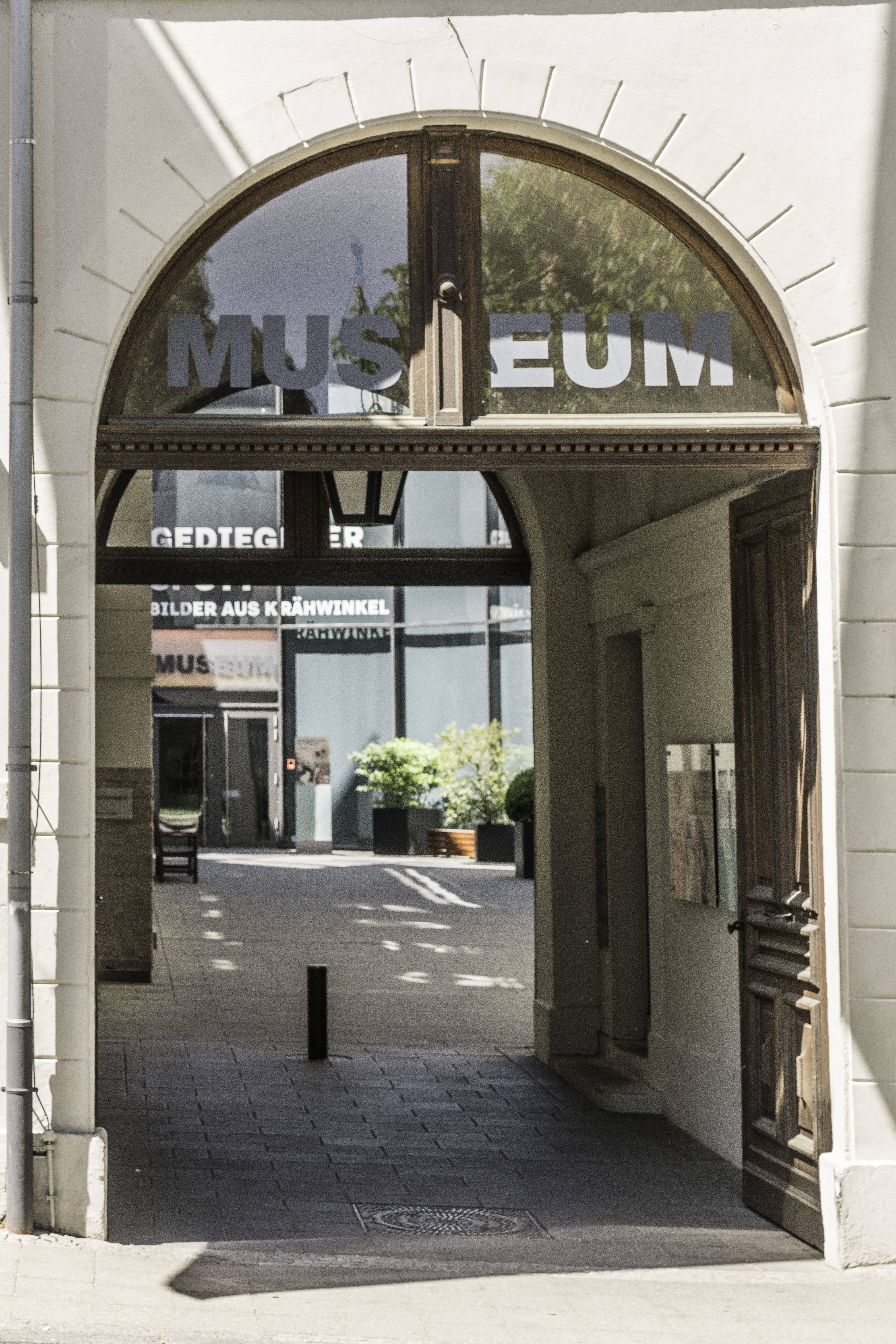
Museum LA8, Foto: Henrik Elburn (Foto: 2020)

Das Museum LA8 – Museum für Kunst und Technik des 19. Jahrhunderts ist ein Museum in Baden-Baden. Es widmet sich in halbjährlich wechselnden Themenausstellungen den Wechselwirkungen von Kunst und Technik in dem für Baden-Baden so wichtigen 19. Jahrhundert. Das Museum eröffnete im April 2009 im Kulturhaus LA8, dem früheren Stammhaus des Internationalen Clubs an der Lichtentaler Allee, in Nachbarschaft zur Staatlichen Kunsthalle Baden-Baden und dem Museum Frieder Burda. „LA8“ ist ein Acronym für die Adresse des Museums in der Lichtentaler Allee Nr. 8. Errichtet und betrieben wird es von der Grenke-Stiftung des Baden-Badener Unternehmers Wolfgang Grenke. 

## Ausstellungen
- Reisen. Ein Jahrhundert in Bewegung (9. April bis 6. September 2009)
- Licht Fangen. Zur Fotografie im 19. Jahrhundert (10. Oktober 2009 bis 7. März 2010)
- Die Pyramide von innen. Die Entdeckung des Alten Ägypten im 19. Jahrhundert (27. März bis 22. August 2010)
- Daumier und sein Paris. Kunst und Technik einer Metropole (18. September 2010 bis 20. März 2011)
- Schöner. Wohnen. Damals. Die Erfindung der bürgerlichen Familie im 19. Jahrhundert (9. April bis 28. August 2011)
- Kopf oder Zahl: Die Quantifizierung von allem im 19. Jahrhundert (10. September 2011 bis 26. Februar 2012)
- Afrika mit eigenen Augen. Vom Erforschen und Erträumen eines Kontinents (17. März bis 2. September 2012)
- Der goldene Rhein. Ritterburgen mit Eisenbahnanschluss (22. September 2012 bis 3. März 2013)
- Typen mit Tiefgang. Heinrich Zille und sein Berlin (23. März bis 1. September 2013)
- Kindheit. Eine Erfindung des 19. Jahrhunderts (21. September 2013 bis 9. März 2014)
- Lesser Ury und das Licht (5. April bis 31. August 2014)
- Krieg Spielen. Kunst und Propaganda vor dem Ersten Weltkrieg (20. September 2014 bis 1. März 2015)
- Musik! Die Berliner Philharmoniker im 19. Jahrhundert. Die Entstehung eines Weltorchesters (21. März bis 30. August 2015)
- Die Preußen im Westen. Kunst, Technik und Politik im 19. Jahrhundert (19. September 2015 bis 28. Februar 2016)
- Andreas Achenbach. Revolutionär und Malerfürst (19. März bis 4. September 2016)
- Technische Paradiese. Zukunft in der Karikatur des 19. Jahrhunderts (24. September 2016 bis 5. März 2017)
- Natur und Kulisse. Vornehme Parallelgesellschaften im 19. Jahrhundert (25. März bis 3. September 2017)
- Hans Thoma. Wanderer zwischen den Welten (23. Sept. 2017 bis 4. März 2018)
- Gediegener Spott. Bilder aus Krähwinkel (24. März bis 2. September 2018)
- Wilhelm Busch. Bilder und Geschichten (29. September 2018 bis 3. März 2019)
- Schein oder Sein. Der Bürger auf der Bühne des 19. Jahrhunderts (30. März bis 8. September 2019)
- Die Welt von oben. Der Traum vom Fliegen im 19. Jahrhundert (28. Sept. 1919 bis 1. März 2020)
- Baden in Schönheit. Die Optimierung des Körpers im 19. Jahrhundert (6. Juni 2020 bis 28. Februar 2021)
- Schön und gefährlich. Die hohe See im 19. Jahrhundert (20. März bis 27. Februar 2022)
- Criminal Women. Eine Geschichte der weiblichen Kriminalität (6. Mai 2023 bis 29. Februar 2024)